# Megaselia praefulgens
Megaselia praefulgens är en tvåvingeart som beskrevs av Rudolf Beyer 1965. Megaselia praefulgens ingår i släktet Megaselia och familjen puckelflugor. Inga underarter finns listade i Catalogue of Life.